# 小野隆泰
小野 隆泰（おの の たかやす）は、平安時代中期の武士。小野時季の子。官位は従五位上、武蔵守。

## 略歴
小野篁の7代後を称す。小野孝泰と記載されることもある。武蔵国の国司として、関東に下向し、延長2年（924年）八幡八雲神社(八王子市)を開いた。

## 系譜
「小野氏系図 横山」（『続群書類従』巻第166所収）による。
- 父：小野時季
- 母：不詳
- 生母不詳の子女
  - 男子：横山義孝（小野義孝）
  - 男子：小野時季

後裔は武蔵国にて横山党を称した。